# Mežgorje (Baškortostán)
Mežgorje (rusky Межгорье) je uzavřené město (rusky закрытое административно-территориальное образование – ЗАТО) v Baškortostánu v Ruské federaci. V roce 2013 zde žilo 16 866 obyvatel. Nachází se na úpatí nejvyšší hory Jižního Uralu Jamantau (1640 m n. m.), asi 140 kilometrů jihovýchodně od Ufy a 40 km od okresního města Bělorecka. Mežgorje leží na území Jihouralské státní přírodní rezervace, zřízené 19. června 1978 vyhláškou ÚV KSSS a Rady ministrů SSSR č. 487–152. Do města je povolen vstup pouze držitelům zvláštních propustek.

## Historie
Na počátku 18. století se v místech novodobého města Mežgorje nacházela vesnice Ilmjaš, která byla později přejmenována na Tatly. 

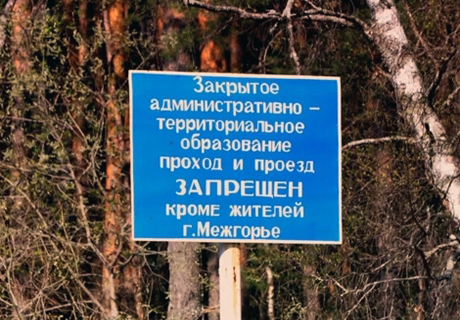
Infomace o zákazu vstupu do města

V roce 1930 zde bylo zřízeno zvláštní sídlo (спецпоселение) – gulag NKVD, tj. takzvaný nápravně-pracovní tábor NKVD. Toto sídlo, které dostalo jméno podle jedné z místních řek Kuzjelga (Кузъелга), mělo status obce do roku 1979, později se stalo součástí Mežgorje.
První zmínka o uzavřeném administrativně.územnbám celku v Baškortostánu se objevila v neveřejných dokumentech Rady ministrů SSSR a Ministerstva obrany SSSR z června 1979. Uzavřené město Mežgorje vzniklo spojením dvou vojenských městeček Běloreck-15.a Běloreck-16, vzdálených od sebe zhruba 20 km. V roce 1995 získalo Mežgorje status města.

## Rodáci
- Olga Viluchinová – biatlonistka, stříbrná medailistka ze ZOH 2014 v Soči